# La Caste
Cet article possède un paronyme, voir Caste (homonymie).
 (octobre 2023).
Si vous disposez d'ouvrages ou d'articles de référence ou si vous connaissez des sites web de qualité traitant du thème abordé ici, merci de compléter l'article en donnant les références utiles à sa vérifiabilité et en les liant à la section « Notes et références ».
La Caste est un roman de Georges Bordonove publié en 1952.

## Résumé
En 1866 dans le Poitou, nait Blaise, petit fils du baron Joachim de Chablun. En 1870, Charles, père de Blaise, part à la guerre. Quand il revient, les prussiens le cherchent, et Joachim envoie Blaise dans la ferme des Maupilier. Charles meurt par accident en 1874. Sa femme, Anne, repart chez son père en laissant Blaise dont Joachim s'occupe. En 1875, nait Louis, frère de Blaise qui rejoint Anne. Anne se remarie et Joachim reprend Blaise. Les Maupilier meurent en 1878 et Joachim recueille leur fils Dominique. Il met Dominique et Blaise en école religieuse. Une fois sorti, Blaise s'éprend d'une Claire jusqu'en 1887. En 1890, Dominique tue accidentellement Joachim à la chasse. Blaise épouse Claire en 1893 et elle meurt en 1899. En 1904, Louis a François. En 1914, Blaise est mobilisé. En 1929, François vient et Blaise le convainc de reprendre le manoir. Blaise va mourir sur la tombe de Claire en 1930.